# Marco I Sanudo
Marco I Sanudo (ur. ok. 1153, zm. 1227) – wenecki władca Księstwa Naksos w latach 1207-1227. 

## Życiorys
Marco Sanudo był uczestnikiem IV krucjaty i siostrzeńcem doży Wenecji, Enrico Dandolo. W 1207 Sanudo wykorzystał chaos wywołany zdobyciem Konstantynopola przez krzyżowców i zajął wyspę Naksos bez zgody cesarza łacińskiego, który rościł sobie prawa do wszystkich ziem bizantyjskich.
Do 1210 roku trwał opór w niektórych rejonach wyspy i twierdzach, po jego złamaniu Sanudo rozpoczął podbijanie innych wysp archipelagu. 

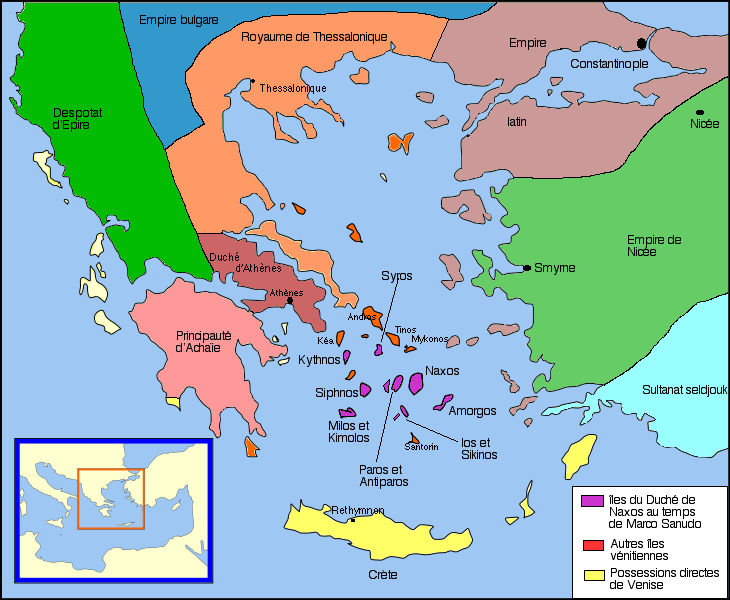
Księstwo Naksos w czasach Marco I Sanudo.

Wyspę Naksos książę podzielił na 56 prowincji, które przydzielił swoim towarzyszom i zasłużonym. Wiele z nich cieszyło się szeroką autonomią i niezależnością, często tylko formalnie pozostając częścią księstwa. Sanudo podjął też odbudowę w mieście Naksos twierdzy i umocnień. Rządził przez 20 lat, do 1227 roku. W czasie swoich rządów ukształtował system, w którym miejscowa ludność grecka zachowywała swoje dotychczasowe przywileje i organizację społeczną w zamian za wierność wobec nowych władców. Marco założył na Naksos arcybiskupstwo katolickie, jednak, w odróżnieniu od następców, nie próbował wprowadzać przymusowej konwersji na katolicyzm wśród ludności greckiej.